# Popintsi
Popintsi (bulgariska: Попинци) är ett distrikt i Bulgarien.   Det ligger i kommunen Obsjtina Panagjurisjte och regionen Pazardzjik, i den centrala delen av landet, 80 km öster om huvudstaden Sofia.
Trakten runt Popintsi består till största delen av jordbruksmark. Runt Popintsi är det ganska tätbefolkat, med 192 invånare per kvadratkilometer.